# Stazione di Cagliari Via Puccini
La stazione di Cagliari Via Puccini, già stazione di San Benedetto e successivamente stazione di Cagliari San Benedetto, era una fermata ferroviaria a servizio del comune di Cagliari, posta lungo la ferrovia Cagliari-Isili, nel tratto riconvertito a tranvia nel 2008.

## Storia
La fermata venne attivata nel Novecento dalle Ferrovie Complementari della Sardegna e risultava operativa nell'orario della società del 1944. All'epoca lo scalo portava il nome di San Benedetto, dal nome del quartiere cagliaritano in cui era situata e di cui all'epoca era l'unico scalo ferroviario; a tale nome si affiancherà nell'ultima parte del secolo quello della città.
Nonostante la costruzione negli anni sessanta della vicina stazione di Piazza Repubblica, nuovo capolinea della ferrovia situato a circa 400 metri dall'impianto, la fermata di San Benedetto continuò ad essere impiegata dalle FCS anche nei decenni successivi. Passata nel 1989 alla gestione delle Ferrovie della Sardegna, dagli anni novanta venne inoltre utilizzata per il servizio ferroviario metropolitano che le FdS crearono a metà di quel decennio per le relazioni tra Cagliari e Monserrato. Sempre nel corso del decennio venne modificata la denominazione della fermata, ribattezzata in Cagliari Via Puccini, dal nome di una delle vie da cui era possibile l'accesso allo scalo.
L'avvio dei lavori per la riconversione del tronco ferroviario Cagliari-Monserrato a linea tranviaria negli anni 2000 portò alla chiusura della struttura: l'ultimo treno raggiunse la fermata il 19 giugno 2004, che poi venne chiusa al traffico ferroviario dal 21 giugno seguente. A differenza del restante tratto cagliaritano della ferrovia per Isili, il tronco tra la stazione di Piazza Repubblica e largo Gennari (in cui la fermata di Via Puccini era compresa) non riaprì nel settembre successivo quando la ferrovia fu nuovamente in esercizio dopo i primi lavori di ristrutturazione, data la demolizione della stazione capolinea e la realizzazione di una vicina stazione provvisoria nel largo Gennari per gli ultimi anni di esercizio ferroviario. La vicinanza della fermata alla stazione di Largo Gennari, già destinata al successivo impiego tranviario, portò a non riutilizzare lo scalo di Via Puccini per la tranvia. Inoltre la necessità di realizzare il tracciato tra la rinnovata stazione di Piazza Repubblica e quella di Largo Gennari a doppio binario portò alla demolizione delle infrastrutture della fermata di via Puccini.

## Strutture e impianti
L'impianto fu disattivato al traffico ferroviario e demolito nel 2004 e l'area in cui sorgeva ospita due binari della linea 1 della tranvia di Cagliari, attiva dal 2008.
Al momento della chiusura, la fermata presentava il singolo binario di corsa, a scartamento da 950 mm, servito da una banchina con pensilina in muratura e privo di edifici di servizio.

## Movimento
Prima della chiusura nel 2004 la fermata era servita dai treni delle FCS ed in seguito delle FdS espletanti le relazioni lungo la ferrovia Cagliari-Isili. Tra queste, le relazioni Cagliari-Monserrato nell'ultimo decennio di attività della fermata furono classificate come "servizio ferroviario metropolitano".